# لينشا
لينشا (بالفرنسية: Lynnsha)‏ وإسمها الحقيقي صوفي جوردير (بالفرنسية: Sophie Jordier)‏ هي مغنية فرنسية من أصل مارتينيكي ولدت في يوم 4 يناير 1979، بدأت الغناء في سنة 2001 بإطلاق أول أغنية لها بعنوان Lova Girl وفي سنة 2004 قامت بإطلاق أول ألبوم لها بعنوان Lynnsha وبعد ب4 سنوات أطلقت ألبومها الثاني في سنة 2008 بعنوان Elle & moi وألذي حوى على 14 أغنية.

## روابط خارجية
- لينشا على موقع ميوزك برينز (الإنجليزية)
- لينشا على موقع أول ميوزيك (الإنجليزية)
- لينشا على موقع ديسكوغز (الإنجليزية)